# マイクロ石
マイクロ石 （微晶石、英語: microlite） はナトリウム・カルシウム・タンタルの複酸化物と少量のフッ素などからなる鉱物グループの総称で、組成式は (Na,Ca)2Ta2O6(O,OH,F) とされていたが、2010年のAtencio et al.の再定義によりA2-mTa2X6-wZ-nと変更された（Aは主に金属元素。Xは主に酸素で、水や水酸基の場合もある。Zは主にアニオンだが空隙、水分子などもある。m、w、nはパイロクロア構造のA、X、Z サイトの不完全な占有のパラメーター）。2025年現在、11種が承認されており、2種が未承認ながら報告されている。
色は淡黄色、赤褐色または黒で、等軸晶系に属する。マイクロ石はパイロクロアグループの鉱物でペグマタイト鉱床に産し、タンタル鉱石として重要である。モース硬度は 5.5 で比重は 4.2 - 6.4 の範囲である。結晶は微細なものが母岩に散りばめられていることが多く、不透明または半透明の八面体形で屈折率は2.0-2.2である。ウランを含むものがジャルマイト（Djalmaite）として報告されたが、ウランは他の元素より卓越していないことから2012年に独立種としての地位を失っている。
マイクロ石に含まれるタンタルは実際には任意の割合でニオブと固溶しており、タンタルとニオブの比率によりパイロクロアと呼び分けられる。すなわち、タンタルが多いものがマイクロ石、ニオブが多いものがパイロクロアである。また、他のパイロクロアグループ同様に、構成元素の違いにより結晶中に複数の種が含まれることも多い。ウラン、トリウムを含むことがあり、放射線によりメタミクト化してアモルファスとなっていることもある。
マイクロ石はリチウムを含む花崗岩ペグマタイトや、花崗岩中の空洞結晶にみられる。共存鉱物は曹長石、リチア雲母、トパーズ、緑柱石、電気石、満礬柘榴石、タンタル石、蛍石などである。
マイクロ石はスウェーデン・ストックホルム県ストックホルム諸島のユート島のものが1835年に記載された。模式産地はマサチューセッツ州ハンプシャー郡チェスターフィールドのクラークレッジペグマタイト帯である。鉱物名は発見当初の結晶が小さかったことにちなんでギリシャ語で「小さい」を意味する Mikos と「石」を意味する lithos から名付けられた。和名は微晶石とも言う。

## 現在承認されている種
- フッ素灰マイクロ石[3]（fluorcalciomicrolite, (Ca,Na)2Ta2O6F）
- フッ素ソーダマイクロ石[4]（fluornatromicrolite,  (Na1.5Bi0.5)Ta2O6F）
- 加水空孔マイクロ石[5]（hydrokenomicrolite, (◻,H2O)2Ta2(O,OH)6(H2O)）
- 水酸灰マイクロ石[6]（hydroxycalciomicrolite, Ca1.5Ta2O6(OH)）
- 水酸空孔マイクロ石[7]（hydroxykenomicrolite,  (◻,Na,Sb3+)2Ta2O6(OH,Cs)）
- 空孔鉛マイクロ石[8]（kenoplumbomicrolite,  (Pb,◻)2Ta2O6(◻,OH,O)）
- 酸化蒼鉛マイクロ石[9]（oxybismutomicrolite,  (Bi1.33◻0.67)Σ2Ta2O6O）
- 酸化灰マイクロ石[10]（oxycalciomicrolite, Ca2Ta2O6O）
- 酸化ソーダマイクロ石[11]（oxynatromicrolite,  (Na,Ca,U)2(Ta,Nb)2O6(O,F)）
- 酸化錫マイクロ石[12]（oxystannomicrolite, Sn2Ta2O6O）
- 酸化安マイクロ石[13]（oxystibiomicrolite,  (Sb3+,Ca)2Ta2O6O）